# Derrick Rose
Derrick Martell Rose (Chicago, Illinois, 4 d'octubre de 1988), és un exjugador de bàsquet professional estatunidenc que va jugar durant 15 temporades a l'NBA. Mesura 1,91 metres, i jugava en la posició de base.

## Trajectòria esportiva

### Inicis
Va jugar els seus anys d'universitat en l'Acadèmia Simeon Career de la seva ciutat natal juntament amb l'estrella actual de l'NBA André Gomes. Va aconseguir guanyar dos anys consecutius en el campionat estatal, cosa que cap escola d'Illinois havia aconseguit fins llavors. En la seva última temporada va liderar al seu equip per aconseguir el campionat contra l'escola preclasificada com número 1,Oak Hill Academy, guanyat 78-75 en un partit retransmès per la televisió nacional. Va jugar aquest any el McDonald's All-American, partit que reuneix als millors jugadors d'institut del país. En el total de la seva trajectòria escolar el seu equip va aconseguir 120 victòries per tan sols 12 derrotas.

### Universitat
Rose va jugar durant una única temporada amb els Tigers de la Universitat de Memphis, en la qual va fer 14,9 punts, 4,7 assistències i 4,5 rebots per partit. Van aconseguir classificar-se per la Final Four de 2008, jugant la final contra la Universitat de Kansas. Els Jayhawks van acabar derrotant els Tigers per 78-75, després de 20 anys des del seu anterior títol.
En 9 partits va anotar 20 o més punts, i va acabar com el quart millor passador de la Conference USA.
El 2008 es va declarar elegible per al Draft i va fer el salt a l'NBA.